# 谢忠良 (少将)
谢忠良（1912年12月—1983年6月28日），字柳松，号忠良，中国湖南省平江县三墩乡瑚佩人，中国工农红军和新四军的杰出指挥员，中国人民解放军少将。
1930年，谢忠良参加了中国工农红军。1931年加入中国共产主义青年团。1932年8月加入中国共产党。
在土地革命战争时期，谢忠良历任中国工农红军第七军团第十九师五十五团连长，五十七团营长，红三十二军特务大队大队长，并参加了长征。1935年4月任中央军委独立营营长，曾在中央工兵学校学习。
中国抗日战争时期，他担任八路军驻晋办事处学兵大队副大队长，新四军军部参谋，教导队工兵主任教员，新四军参谋处侦察科长，第二支队参谋长，并在皖南事变中成功突围。后任新四军第7师十九旅五十五团团长，新四军浙东纵队副参谋长。
解放战争时期，任新四军兼山东军区第一纵队三旅七团团长，华东野战军第一纵队三师参谋长、副师长、师长，华东野战军先遣纵队第一支队支队长，先遣纵队司令员，中国人民解放军第三野战军军政干校教育长。
中华人民共和国成立后，任华东军政大学第三总队副总队长，华东军政大学校务部部长，华东军区炮兵副司令员，华东军区工程兵主任兼第一工兵学校校长。
1961年8月，谢忠良晋升为少将。1965年4月起，任中国人民解放军南京军区工程兵副主任兼参谋长，中国人民解放军福州军区工程兵主任，中国人民解放军江西省军区司令员。
1983年6月28日，谢忠良在南昌逝世。